# Selbach (Gaggenau)
Selbach ist ein Stadtteil von Gaggenau im baden-württembergischen Landkreis Rastatt. Der einst selbständige Ort, erstmals erwähnt im Jahr 1243, wurde am 1. April 1970 zu Gaggenau eingemeindet.

## Lage und Verkehrsanbindung
Selbach liegt südlich der Kernstadt Gaggenau im Tal des Selbachs, einem linken Zufluss der Murg im Nordschwarzwald. Durch den Ort führt die zur Wolfsschlucht steil ansteigende Landesstraße L 79a. Über sie verbinden Busse der Verkehrsbetriebe Baden-Baden Selbach mit Gaggenau und Baden-Baden. Die B 462 verläuft östlich. Die frühere Gemeinde hatte eine Fläche von 3,69 km².

## Sehenswürdigkeiten
- Die Pfarrkirche St. Nikolaus stammt aus dem Jahr 1756.[4]